# Osborn Larsson
Osborn Allan Ingemar Larsson, född 30 maj 1951 i Brastads församling, är en svensk före detta fotbollsspelare (försvarare), som spelade för Gais åren 1974–1982. 

## Karriär
Larssons moderklubb är Stångenäs AIS. Han debuterade våren 1972 för Kungshamns IF i division II. Efter säsongen 1973 värvades han till Gais, där han etablerade sig som mittback tillsammans med Nils Norlander. Larsson, som även spelade på vänsterbackspositionen, blev något av en kultspelare i klubben. Sedan tränaren Vilmos Varszegi hade sagt att Larsson höll VM-klass började Gaisfansen sjunga "Osborn till VM" så fort han slog en lyckad passning. Sammanlagt spelade Larsson 192 matcher för Gais och gjorde fyra mål. Han blev "årets makrill" 1981.
Efter säsongen 1982 flyttade Larsson tillbaka till Kungshamns IF och var med om att spela upp klubben från division 5 1983.